# HC Maccabi Amos Lod
Der HC Maccabi Amos Lod (2005 als Hapoel Amos Lod) war ein israelischer Eishockeyclub aus Lod, der in der israelischen Liga spielte. Der Club gewann viermal (1998, 2001, 2004 und 2005) die israelische Meisterschaft. Dadurch qualifizierte sich Maccabi jeweils für den IIHF Continental Cup, scheiterte aber bei drei Teilnahmen (2004 verzichtete der Verein auf die Teilnahme) jeweils in der ersten Runde.
In der Saison 2005/06 spielte das Team als HC Bat Yam II in der israelischen Eishockeyliga und wurde Vizemeister. Anschließend wechselte das Team komplett zu den Rishon Devils, so dass der Club den Spielbetrieb am Ende des Jahres 2006 einstellte.

## Erfolge
- Israelischer Meister 1998, 2001, 2004, 2005
- Vizemeister 1999, 2000, 2002, 2003, 2006 (als HC Bat Yam II)